# Медуницын, Николай Васильевич
Николай Васильевич Медуницын (род. 19 октября 1931 года, Архангельск, СССР) — советский и российский учёный-иммунолог, специалист в области иммунологии и аллергологии, академик РАМН (2004), академик РАН (2013).

## Биография
Родился 19 октября 1931 года в Архангельске.
В 1955 году окончил педиатрический факультет 2-го Московского государственного медицинского института имени И. В. Сталина, в 1958 — там же аспирантуру при кафедре патологической физиологии. После окончания аспирантуры работал младшим, старшим научным сотрудником научно-исследовательской аллергологической лаборатории АН СССР.
С 1969 по 1979 годы — заместитель директора по научной работе НИИ вакцин и сывороток имени И. И. Мечникова.
В 1979 году перешел во вновь организованный Институт иммунологии АН СССР, где также занимал должность заместителя директора по научной работе и проработал по 1988 год.
С 1988 по 2009 годы возглавлял Государственный ГНИИ стандартизации и контроля медицинских биологических препаратов имени Л. А. Тарасевича, сейчас присоединен к Научному центру экспертизы средств медицинского применения, в котором работает как главный научный сотрудник.
В 1999 году избран членом-корреспондентом РАМН.
В 2004 году избран академиком РАМН.
В 2013 году стал академиком РАН (в рамках присоединения РАМН и РАСХН к РАН).

## Научная деятельность
Специалист в области вакцинологии, иммунологии и аллергологии. Одним из приоритетных научных направлений является изучение клеточных механизмов развития поствакцинального иммунитета и замедленной гиперчувствительности).
Выдвинул и экспериментально обосновал новое теоретическое положение об антигенах гистосовместимости как универсальных акцепторах антигенов и как носителях антигенной информации, определяющих иммунологическую индивидуальность человека при вакцинации.
Внес большой научный вклад в изучение медиаторов иммунного ответа — цитокинов, определяющих развитие иммунитета. В вирусных вакцинах и других иммунобиологических препаратах Н. В. Медуницыным и его учениками были обнаружены противоспалительные цитокины, изучена динамика изменения уровня цитокинов при инфекциях и вакцинации, показана возможность использования цитокинов в качестве адъювантов при вакцинации против разных инфекционных заболеваний.
Разрабатывает новое научное направление по индивидуализации вакцинации, по использованию различных методов коррекции иммунного ответа на вакцины с целью обеспечения достаточного иммунитета у каждого вакцинированного человека.
Под его руководством защищена 21 диссертация (из них 5 докторских).
Автор около 450 научных работ, 7 авторских свидетельств и патентов, 9 монографий.
Заместитель редактора журнала «Биопрепараты», член редколлегий ряда журналов, в том числе журналов «Иммунология», «Эпидемиология и инфекционные болезни».
Член правления общероссийского общества микробиологов, эпидемиологов и инфекционистов.

## Награды
- Орден Почёта (2007)[2]
- Заслуженный деятель науки Российской Федерации (1999)[3]

## Из библиографии
- Медиаторы клеточного иммунитета и межклеточного взаимодействия / Н. В. Медуницын, В. И. Литвинов, А. М. Мороз. — М. : Медицина, 1980. — 264 с. : ил.
- Повышенная чувствительность замедленного типа : (Клеточ. и молекуляр. основы) / Н. В. Медуницын. — М. : Медицина, 1983. — 160 с. : ил
- Система Iа-антигенов. Генетика, структура, функция / Н. В. Медуницын, Л. П. Алексеев. — М. : Медицина, 1987. — 173,[2] с. : ил.
- Вакцинология / Н. В. Медуницын. — М. : Триада-Х : Успех, 1999. — 272 с. : ил.; 21 см; ISBN 5-8249-0008-6
  - Вакцинология / Н. В. Медуницын. — 2-е изд., перераб. и доп. — М. : Триада-Х, 2004 (ППП Тип. Наука). — 445, [1] с. : ил., табл.
  - Вакцинология / Н. В. Медуницын. — Изд. 3-е, перераб. и доп. — Москва : Триада-Х, 2010. — 506, [1] с. : ил., табл.; 25 см; ISBN 5-8949-0008-6
- Основы иммунопрофилактики и иммунотерапии инфекционных болезней : учеб. пособие для системы послевуз. проф. образования / Н. В. Медуницын, В. И. Покровский. — Москва : ГЭОТАР-Медиа, 2005. — 525 с. : ил., табл.; 21 см; ISBN 5-9704-0061-0 : 1000
- Клиническая вакцинология / О. В. Шамшева, В. Ф. Учайкин, Н. В. Медуницын. - Москва : ГЭОТАР-Медиа, 2016. - 575 с. : табл.; 25 см.; ISBN 978-5-9704-3464-2 : 3000 экз.
- Теория и практика вакцинологии / Медуницын Н. В., Миронов А. Н., Мовсесянц А. А. — Москва : Ремедиум, 2015. — 496 с. : табл., цв. ил.; 25 см; ISBN 978-5-905304-04-0